# A Serious Man
A Serious Man (deutsche Bedeutung etwa ein ernsthafter Mann oder ein Mann, der es ernst meint) ist ein US-amerikanischer Spielfilm aus dem Jahr 2009. Regie führten Ethan und Joel Coen, die auch das Drehbuch schrieben, den Film produzierten sowie unter ihrem gemeinsamen Pseudonym Roderick Jaynes den Schnitt übernahmen. Angesiedelt ist die schwarze Komödie im Jahre 1967 in Minneapolis und Umgebung. Der Protagonist, Larry Gopnik wurde gerade von seiner Frau verlassen. Noch dazu ist sein arbeitsloser Bruder bei ihm eingezogen, so dass er innerhalb seiner jüdischen Gemeinde bei mehreren Rabbinern Rat sucht. 
Das satirische Filmdrama ist das bis dahin persönlichste Werk der Coen-Brüder. Sie erklärten, dass sie bei der Schilderung des Milieus aus Erinnerungen an ihre eigene Jugend in Minnesota geschöpft hätten, jedoch keine der Figuren autobiografisch sei. Der Film besteht aus „Merkwürdigkeiten und Kuriositäten“ und „schrulligen Figuren und kuriosen Anekdoten“. Viele Kritiker zogen Vergleiche der Hauptfigur mit der alttestamentlichen Gestalt des Hiob, den der Teufel mit Gottes Erlaubnis durch schwere Schicksalsschläge prüft.

## Handlung
Der Film beginnt nach einem Zitat des Rabbiners Raschi mit einer allegorischen Szene. In einer Winternacht irgendwo im Osteuropa vergangener Zeiten kehrt Velvel mit dem Pferdewagen heim in seinen jiddisch sprechenden Haushalt (im Film untertitelt). Er habe bei einer Panne Hilfe bekommen von einem Mann, seine Frau Dora kenne ihn. Diese hackt Eis klein mit einem Eispickel, stoppt bei Erwähnung des Namens abrupt und entgegnet „G−tt hat uns verflucht. Traitel Groschkofer ist toit! Er ist gestorben schon, mit drei Jahr zurück.“ – „Wos redst? Was plappelst? Hab’n gesehn, hab mit ihm geredt.“ – „Hast geredt, mit a Dibbuk! … Traitel Groschkofer ist gestorben von Typhus bei Pesel Bunim in Stüb. Sie hat es mir erzählt, saß Schiv’a.“ Es klopft an der Türe, ein alter Mann mit weißem Bart tritt ein. „Mein Mann sagt er hat euch eingeladen auf ein Schüssel Supp?“ – „Ja, kann nicht ess so spät, nein nein nein, nicht kein Supp für mir.“ – „Nun, hab schon gewisst, ein Dibbuk esst nicht.“ Der Ehemann erklärt er glaube solche Sachen nicht, sei ein ernsthafter Mann. Bei weiterem Streitgespräch sticht Dora dem alten Mann den Eispickel in die Brust, woraufhin er lacht: „Ja, was hast du getin? Ich frage dich, Velvel, als ernsthaften Mann: hat der Dibbuk mich gehabt, oder sie gehabt?“ Leicht blutend wankt er hinaus in die Nacht, verschwindet ohne im Schnee Fußspuren zu hinterlassen. Yelvel ist entsetzt und glaubt, dass seine Familie von nun an verflucht sei, Dora bekräftigt Unheil abgewandt zu haben.
Schnitt zur Haupthandlung, die ab 1967 spielt, mit dem zeitgenössischen Lied Somebody to Love, das mit den Worten beginnt „When the truth is found to be lies, and all the joy within you dies“, und später von einem Rabbi zitiert wird. Der freie Physikprofessor  Larry Gopnik führt ein beschauliches Leben in der Kleinstadt St. Louis Park im Großraum Minneapolis und bewohnt mit seiner Familie, die Teil der jüdischen Gemeinde ist, ein Haus mit Garten in einer Vorortsiedlung. Seine kaum erwachsene Tochter Sarah ist nur mit sich selbst beschäftigt, sein halbwüchsiger Sohn Danny nimmt das Leben nicht besonders ernst und ist wegen Drogenkonsums bei Mitschülern verschuldet. Dannys größte Sorge zu Hause ist ein ungestörter TV-Empfang, für den sein Vater zu sorgen hat. Im Haus hat sich außerdem noch Larrys schizophrener Bruder Arthur eingenistet, der allen auf die Nerven geht und an einem „Mentaculus“ arbeitet, einem Notizbuch voller Formeln, Zeichnungen und Spekulationen, das er die „universale Landkarte der Wahrscheinlichkeit“ nennt.
Nach einigen abwechselnden Schnitten von Larry bei einer Routineuntersuchung beim Arzt sowie von Danny, der im Unterricht heimlich Radio hört und sich damit in mehrere Konflikte bringt, erfährt Larry, dass die Entscheidung über eine Festanstellung und damit endlich ein sicheres Einkommen unmittelbar bevorsteht. Nachdem er einen Bestechungsversuch eines südkoreanischen Studenten wegen einer nicht bestandenen Prüfung abgewehrt hat, setzt eine Reihe von Rückschlägen ein: Zunächst eröffnet ihm seine Frau Judith aus heiterem Himmel, dass sie sich scheiden lassen möchte, da sie jetzt mit seinem verwitweten Kollegen Sy Ableman zusammen sei. Bei Larrys Arbeitgeber treffen anonyme Briefe ein, die ihn und damit die bevorstehende Festanstellung kompromittieren. Arthur droht eine Verhaftung wegen illegalen Glücksspiels. Larry lässt sich wegen der bevorstehenden Scheidung von seiner Frau aus dem Haus werfen und zieht mit Arthur auf eigene Kosten in ein Motel. Seinen Anwalt, den er im Zuge eines Nachbarschaftsstreits und seiner bevorstehenden Scheidung engagiert hat, kann er nicht bezahlen, außerdem fährt er das Familienauto bei einem selbstverschuldeten Unfall zu Schrott und soll darüber hinaus für die Beerdigungskosten seines Nebenbuhlers Sy Ableman aufkommen, der zeitgleich zu seinem Unfall bei einem anderen Autounfall ums Leben gekommen ist. Eine Affäre mit einer Nachbarin, deren Mann viel auf Reisen ist, bahnt sich an. Der Gipfel der Misere scheint erreicht, als seinem Bruder Arthur eine Anzeige wegen verbotener Kontaktanbahnung in einer Bar und homosexueller Handlungen droht, wobei Larry die Verpflichtung eines kostspieligen Strafverteidigers nahegelegt wird. Kurz darauf muss Larry miterleben, wie ein weiterer Anwalt bei der Präsentation der Lösung für seinen Nachbarschaftsstreit in der Kanzlei an einem Herzinfarkt stirbt.
Wegen seiner zahlreichen persönlichen Probleme sucht Larry seelsorgerliche Hilfe bei verschiedenen Rabbinern, die ihn jedoch nur mit nichtssagenden Allegorien und oberflächlichen Floskeln abspeisen. Sein Versuch, zum angeblich weisesten Rabbi Marshak vorgelassen zu werden, scheitert mehrmals. Er wird häufig von Albträumen geplagt, die zunächst als reale Szenen in die Filmhandlung eingebaut sind.
Kurzzeitig scheinen einige der Probleme lösbar. Während der Bar Mitzwa ihres Sohnes Danny, der die Zeremonie sichtlich bekifft, aber erfolgreich absolviert, kommen sich Larry und seine Frau offenbar wieder näher. Dabei erfährt er, dass Sy Ableman die anonymen Briefe geschickt hat. Zudem scheint Larrys Festanstellung endgültig sicher zu sein. Gutgelaunt entscheidet er sich, seinen südkoreanischen Studenten doch bestehen zu lassen, um mit dem Bestechungsgeld seine Anwaltsrechnung zu begleichen. Kurz darauf erhält Larry den Anruf seines Arztes, der ihn um ein sofortiges persönliches Treffen bittet, um einen Röntgenbefund zu besprechen – Genaueres erfährt man nicht mehr, Larrys weiteres Schicksal lässt der Film nach den durchgestandenen Strapazen offen und endet abrupt damit, dass sich ein Tornado auf Dannys Schule zubewegt, während alle Schüler ungeschützt davor im Freien stehen, weil der Lehrer die Tür zum Schutzraum nicht aufbekommt.

## Kritik
Die deutschen Kritiker beurteilten den Film positiv, deuteten ihn aber jeweils unterschiedlich. Sie stellten eine „enorme, düstere Komik“ fest, der Film sei „von hinreißender Komik […] von einem warmherzigen sardonischen Witz“. Die Bedeutung der Anekdoten und Bezüge sei aber nicht immer verständlich. Hauptdarsteller Michael Stuhlbarg sei „wundervoll“ beziehungsweise „wundervoll trauerkloßig“. Kameramann Deakins schaffe „einige in ihrer exakten Komposition und klaren Schönheit hyperreal wirkende Bilder“. Diese seien „hart, noch das Helle hat zuweilen etwas unauslotbar Düsteres und Gefrorenes, und manche Einstellungen erinnern an die klinisch kalten Kinogemälde eines David Lynch.“
Kai Mihm von epd Film sah im Film eine „Reflexion über die vermeintlichen Widersprüche und die gegenseitige Durchdringung von religiösem »Glauben« und rationalem »Wissen«.“ Die Coen-Brüder verstünden beides „als Teil eines kosmischen Ganzen. Larrys überdimensionale, von kryptisch anmutenden Formeln übersäte Tafel findet eine Entsprechung in der Tafel der Talmudschule seines Sohnes, beschrieben mit kaum minder kryptischen hebräischen Schriftzügen.“ Die Geschichte changiere „zwischen feixender Ironie und existenzialistischer Sinnsuche“, stehe zwischen „ironisch-blasphemischem Spiel und spiritueller Ernsthaftigkeit.“
Mehrere Kritiker begriffen den Regisseur als Gott seiner Filmfigur, so auch Tobias Kniebe in der Süddeutschen Zeitung: „Neben der unbestreitbar vorhandenen Allmacht, die sie inzwischen über ihre Filme haben, neben einer mühelosen Beherrschung des Schöpfungshandwerks, die man ohne Übertreibung göttlich nennen könnte, gefällt ihnen vor allem die Tatsache, dass Gott […] seinem Publikum keine Rechenschaft schuldig ist.“ Dennoch liebten sie ihre Schöpfung und jede Nuance sei ihnen wichtig. Die „nichtsnutzigen Rabbiner“ im Film seien für den ratsuchenden Larry „ungefähr so hilfreich wie Filmkritiker.“ Der gegenteiligen Ansicht war Holger Römers vom film-dienst. Die Coens schauten distanziert und „von oben herab“ auf ihre Figuren; „in der eleganten, wenngleich nie extravaganten Inszenierung ist von einer vermeintlichen Zuneigung für die Figuren wenig zu spüren.“
Der Spiegel-Kritiker Andreas Borcholte entdeckte eine „Geschichte über die ständige, wiewohl vergebliche Suche des Menschen nach dem Sinn des Lebens und der eigenen Existenz“. Die Coen-Brüder seien „selten mitleidsloser“ gewesen und verwehrten ihrem Protagonisten die Normalität, nach der er sich sehnt. „Der zornige, alttestamentliche Gott erscheint da noch barmherziger als diese mit kalter Präzision agierenden Regisseure.“ Für Borcholte ist das Werk der „erwachsenste und abgründigste aller Coen-Filme […] So ist es am Ende vielleicht das passive Verharren und seine letztlich nicht von ausgeprägter Eigenverantwortung zeugende Suche nach spiritueller Erlösung, wofür der doch eigentlich so rationale Physiker Gopnik von seinen Schöpfern abgestraft wird: Was dir im Leben am wenigsten hilft, so seine Lektion, ist Gott.“
Als den „dunkelsten und abgründigsten Film“ der Brüder stufte auch der Zeit-Rezensent Thomas Assheuer das Werk ein. Larry unterscheide sich von der biblischen Figur: „Der Hiob des Alten Testaments ringt noch mit seinem Gott und verlangt Gerechtigkeit; Larry resigniert, noch ehe er aufbegehrt. Er ist eben ein moderner Hiob, und er weiß: Die Welt ist das, was der Fall ist. Für Gerechtigkeit ist darin kein Platz.“ Ein unsichtbarer Schleier trenne die Figuren voneinander, es herrsche „Unschärfe, Unbestimmtheit, soziale Trance“. Doch die Coens setzten die Komik der „allgegenwärtigen ironischen Kultur“, die alles Ernsthafte auflöse, entgegen. Diese gütige Komik sei „Pathosvermeidung, sie federt zurück, sie spielt mit dem Ernst, ohne ihn zu leugnen.“ Anders als der Katholik Martin Scorsese in seinen Filmen verklärten die Coens das Leiden der Hiob-Figur nicht. Nicht um Glaubenssätze ginge es ihnen, sondern um reale Geschichte des 20. Jahrhunderts. Man müsse hinschauen: „Das Neu-Sehen der Welt, so könnte die Pointe der Coens lauten, ist das Wesen des Kinos, das sich damit selbst zum Medium der Rettung erklärt.“

## Hintergrund
- Als Larrys Sohn nach der Bar Mitzwa zu Rabbi Marshak vorgelassen wird, zitiert dieser aus Somebody to Love von Jefferson Airplane und zählt die Namen der Bandmitglieder auf.
- Der Zusammenhang zwischen der Vorgeschichte im Schtetl und dem Schicksal Larrys wird nicht aufgeklärt. Im Büro des Rabbi Marshak ist ein Bild Traitle Groshkovers – des vermeintlichen Dibbuks – zu sehen.

## Auszeichnungen
Golden Globe Awards 2010
- Nominiert in folgender Kategorie:
  - Bester Hauptdarsteller – Komödie/Musical (Michael Stuhlbarg)

Oscar 2010
- Nominiert in den Kategorien:
  - Bester Film
  - Bestes Originaldrehbuch

Sonstige Auszeichnungen:
- Chaplin Virtuoso Award beim Santa Barbara International Film Festival (Stuhlbarg)
- Gotham Award für das beste Ensemble
- Bestes Originaldrehbuch 2009 National Board of Review Award
- Bestes Originaldrehbuch 2009 National Society of Film Critics Awards
- Bestes Originaldrehbuch 2009 -Nominierung BAFTA
- Bestes Originaldrehbuch 2009 -Nominierung Writers Guild of America Award
- Bestes Originaldrehbuch 2009 -Nominierung Broadcast Film Critics Association Award
- Bester Film 2009-Nominierung Broadcast Film Critics Association Award
- Bester Film 2009-Nominierung Boston Society of Film Critics
- Bester Film 2009-Nominierung Chicago Film Critics Association
- Einer der zehn besten Filme 2009 (National Board of Review of Motion Pictures)
- Einer der zehn besten Filme 2009 (American Film Institute)
- Einer der zehn besten Filme 2009 (Satellite Award)
- Einer der zehn besten Filme 2009 (Southeastern Film Critics Association)
- Robert Altman Spirit Award für die beste cineastische Zusammenarbeit zwischen Regie, Casting-Direktoren und Darstellern (Ethan Coen, Joel Coen, Ellen Chenoweth und Rachel Tenner, Kind, Lennick, Melamed, Stuhlbarg)
- Hollywood Award Beste Kamera
- San Francisco Film Critics Circle Award Beste Kamera
- Nikola Tesla Award Beste Kamera (Teil der Independent Spirit Awards)
- Nominiert für den Golden Reel Award (Bester Tonschnitt)

2016 belegte A Serious Man bei einer Umfrage der BBC zu den 100 bedeutendsten Filmen des 21. Jahrhunderts den 82. Platz.

### Gespräche
- Mit Joel und Ethan Coen bei Spiegel Online, 18. Januar 2010: Wir malen ein Bild
- Mit Joel und Ethan Coen bei Zeit Online, 19. Januar 2010: „Die Leute dürfen lachen“

### Kritikenspiegel
Positiv
- epd Film Nr. 1/2010, S. 28–31, von Kai Mihm: Akzeptiere das Rätsel!
- Der Spiegel, 19. Januar 2010, von Andreas Borcholte: Himmel, wo bist du?
- Süddeutsche Zeitung, 20. Januar 2010, von Tobias Kniebe: Was will Gott von diesem Mann?
- Die Zeit, 15. Januar 2010, von Thomas Assheuer: Komik ist eine Kampftechnik

Eher positiv
- Cinema Nr. 2/2010, S. 40, von Ralf Blau: A Serious Man